# Vaugneray (Vaugneray)
Vaugneray ist eine Ortschaft und eine Commune déléguée in der gleichnamigen französischen Gemeinde Vaugneray mit 5798 Einwohnern (Stand: 1. Januar 2019) im Département Rhône in der Region Auvergne-Rhône-Alpes. 
Mit Wirkung vom 1. Januar 2015 wurde Vaugneray mit der Gemeinde Saint-Laurent-de-Vaux zur gleichnamigen Commune nouvelle namens Vaugneray zusammengeschlossen. Die ehemaligen Gemeinden verfügen in der neuen Gemeinde über den Status einer Commune déléguée. Der Verwaltungssitz befindet sich im Ort Vaugneray. Die frühere Gemeinde Vaugneray gehörte zum Arrondissement Lyon und zum Kanton Vaugneray.

## Geographie
Der Ort liegt etwa 20 Kilometer westlich von Lyon und schmiegt sich an die Hügelkette des Lyonnais mit Blick auf den Siedlungsraum von Lyon und die Alpen. Das ausgedehnte Territorium wird vor allem landwirtschaftlich genutzt und ist von Waldgebieten umgeben.
Die Pässe La Luère (714 m) und Malval (732 m) bieten direkten Zugang zum Tal der Brévenne.
Das schwarze Tal (französisch val noir) wird vom Yzeron gebildet und liegt zwischen den Orten Yzeron, Saint-Laurent-de-Vaux und Brindas. Das Tal wird von den Einheimischen deshalb so genannt, weil es durch den vorhandenen Wald sehr düster erscheint.
Die Wirtschaft beruht auf Einzelhandel, Handwerk und Landwirtschaft (Viehzucht, Weinbau, Gartenbau).

## Geschichte

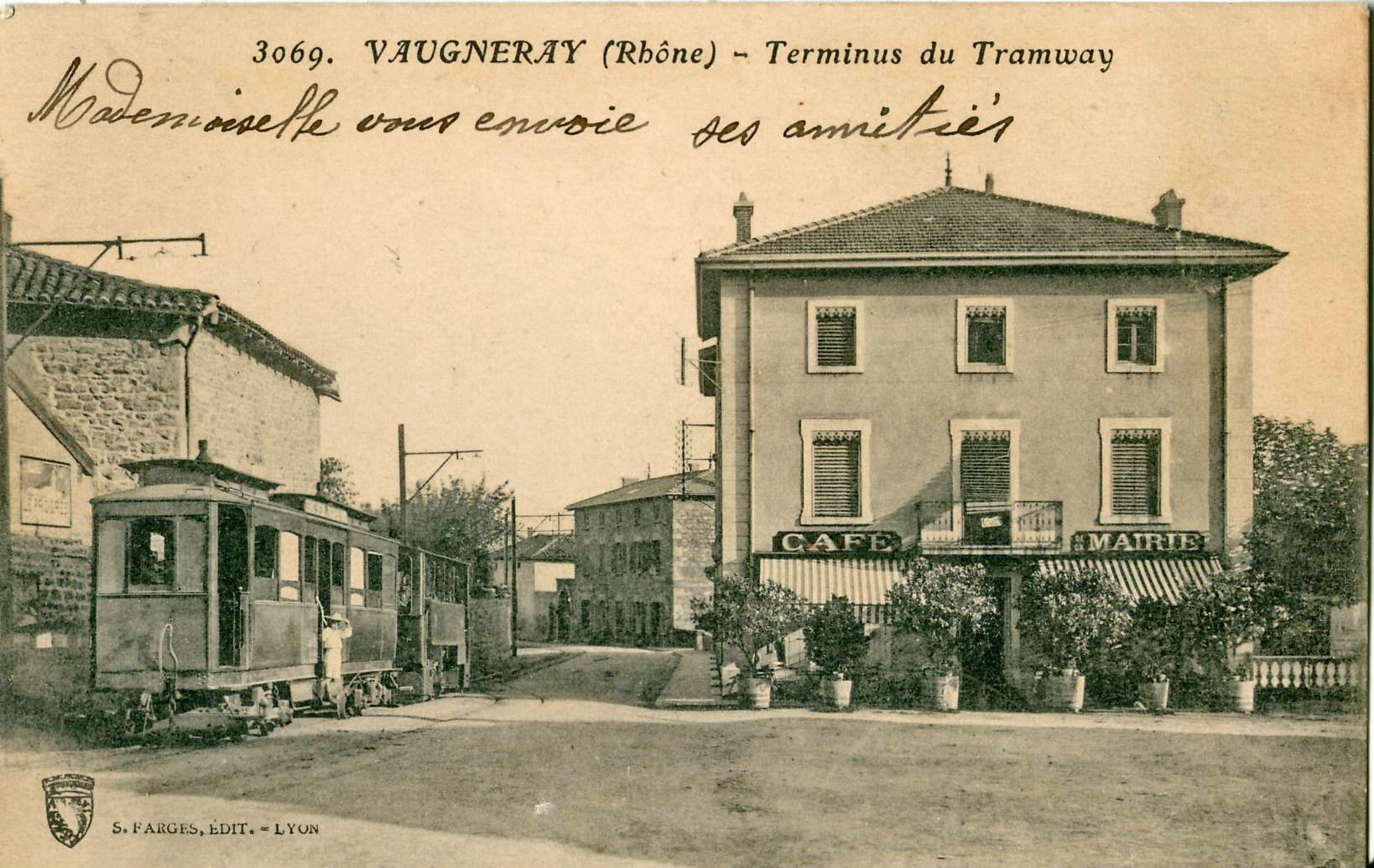
Endstation der Eisenbahn in Vaugneray, Anfang 20. Jh.

Der Ort war von 1886 bis 1954 durch die Bahn von Vaugneray mit Lyon verbunden. Der Bahnhof befand sich in der Nähe des „Maison Blanche“.

## Politik und Verwaltung

### Liste der ehemaligen Bürgermeister
| von  | bis             | Name             | Partei        |
| ---- | --------------- | ---------------- | ------------- |
| 1882 | 1892            | Joseph Rambaud   | Orléaniste    |
| 1977 | 1989            | Guy Badoil       |               |
| 1989 | 2001            | Albert Vialatoux |               |
| 2001 | Wiederwahl 2014 | Daniel Jullien   | Divers droite |

### Partnerschaften
Vaugneray hat seit 1989 freundschaftliche Beziehungen mit den Dörfern der Gemeinde von Berghin (judet Alba) in Rumänien, begründet durch die Vereinigung Association intercommunale Amitié et solidarité en ouest lyonnais.

## Vaugneray heute und gestern

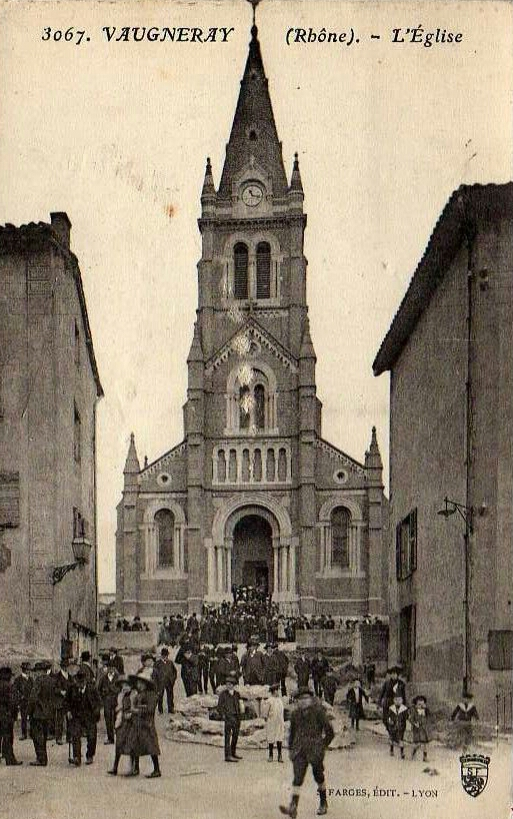
Kirche von Vaugneray, Ende der Messe 1905

### Besondere Orte

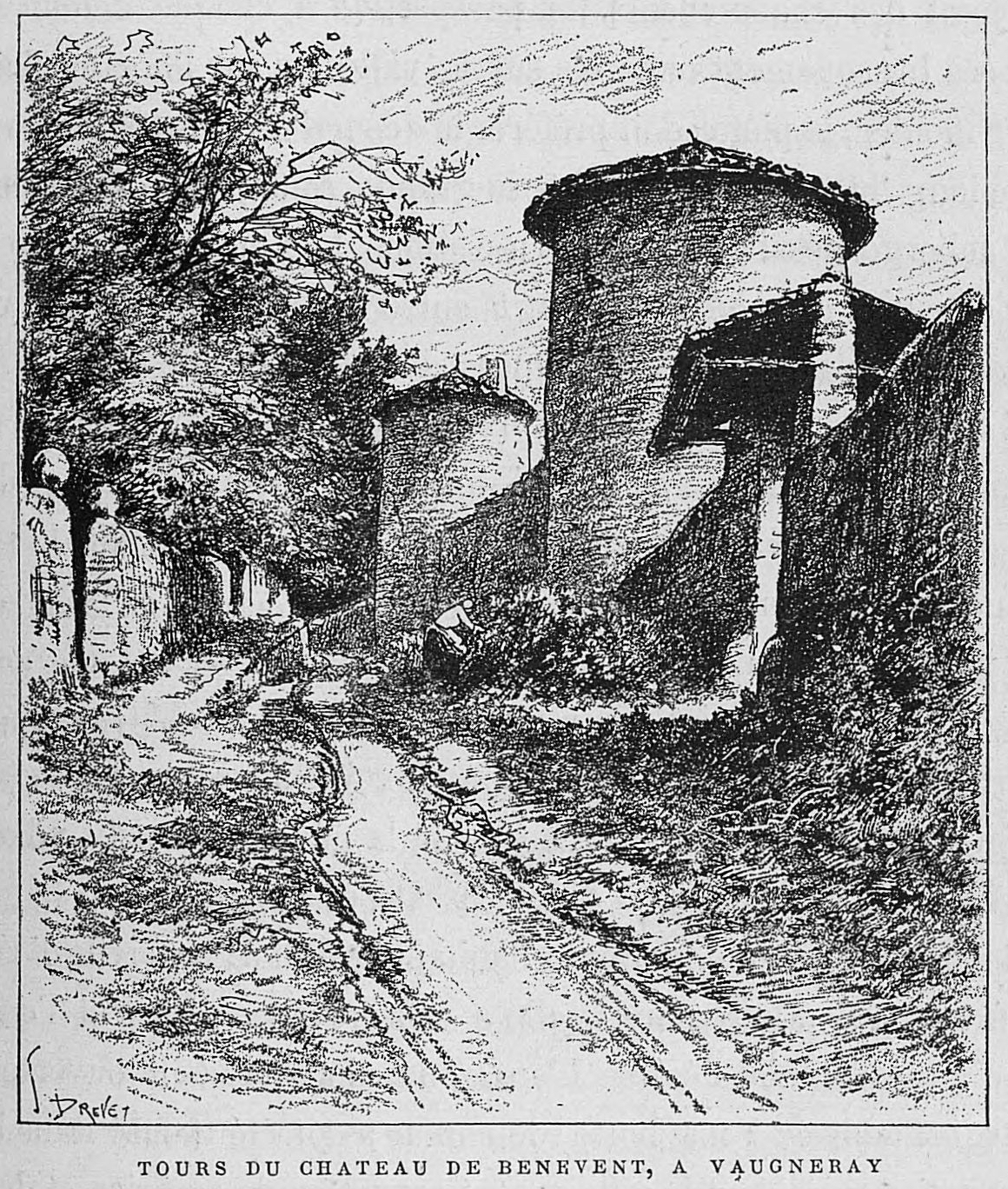
Le château de Bénévent, gezeichnet von Joannès Drevet (1854–1940)

Vaugneray hat ein historisches Architekturerbe: Schlösser, Herrenhäuser, Häuser aus dem 17. und 18. Jahrhundert und Wohnstätten die zum Teil bis ins hohe Mittelalter zurückreichen.
Es gibt zwei Schlösser in Vaugneray:
- Das Schloss von Bénévent nahe dem Zentrum, gebaut im 14. Jahrhundert, geändert im 16. und 19. Jahrhundert
- Das Schloss Hoirieu an der «Route d’Yzeron». Hier findet man Grundmauerreste aus dem Jahr 1200; es wurde im 14. Jahrhundert umgestaltet.

### Kirchliches Leben
Die Kirche Saint–Antoine wurde zwischen 1862 und 1865 aus örtlichem Granit (französisch Vaugnerite) gebaut. Sie gehört zur Pfarrei Saint–Alexandre von Westlyon.

### Kulturelle Einrichtungen
Vaugneray hat ein Theater und einen Kinosaal. Die Gemeinde richtet alle zwei Jahre das das Fest der „ART’scène“ aus, eine internationale Veranstaltung der Bühnenkunst. Im Rahmen der Festspiele im Tal (fr: festival inter’val) findet hier jedes Jahr das „Schmelztiegelfest“ (fr: festival Melting Potage) statt, ein Fest gegen den Rassismus im Lyonnais, statt.
Das Theater le Griffon ist ein neuer Saal mit 200 Plätzen, das im Januar 2007 im alten Kino eingezogen ist. Es wird eine kulturelle Saison vom MJC vorgeschlagen; der Saal kann jedoch auch von anderen Veranstaltern genutzt werden (Vereine, Schulen, Unternehmen usw.)

## Persönlichkeiten
- Joseph Vialatoux (1880–1970), Philosoph
- Überlieferungen zufolge soll Franz I. hier anlässlich einer Jagd bei einem Bauern des Weilers Milonnière gewohnt haben, ohne sich zu erkennen zu geben.
- Joseph Rambaud (1849–1919), Ökonom, Geschäftsmann, Zeitungsgründer (Le Nouvelliste)
- Khaled Kelkal (1971–1995), Terrorist, wurde am 29. September 1995 in einem Waldstück bei Maison-Blanche von der Polizei erschossen.

## Nachweise
1. ↑  Erlass vom 9. Oktober 2014, nach dem die „neue Gemeinde Vaugneray“ gebildet wurde.
2. ↑  Archivierte Kopie (Memento des Originals vom 17. Mai 2014 im Internet Archive)  Info: Der Archivlink wurde automatisch eingesetzt und noch nicht geprüft. Bitte prüfe Original- und Archivlink gemäß Anleitung und entferne dann diesen Hinweis.
3. ↑  https://cineval.fr/
4. ↑  http://www.festival-artscene.org/
5. ↑  http://www.festival-artscene.org/